# Stipa drummondii
Stipa drummondii är en gräsart som beskrevs av Ernst Gottlieb von Steudel. Stipa drummondii ingår i släktet fjädergrässläktet, och familjen gräs. Inga underarter finns listade i Catalogue of Life.